# جوردون تووتووساس
جوردون تووتووساس هو ممثل كندي، ولد في 25 أكتوبر 1941 في كندا، وتوفي بنفس المكان في 5 يوليو 2011 بسبب ذات الرئة.

## أعمال

### أفلام
- (1994) أساطير الخريف[7][8]
- (1995) بوكاهونتاس[9][10][11][12]
- (1997) الحافة[13]

## وصلات خارجية
- جوردون تووتووساس على موقع IMDb (الإنجليزية)
- جوردون تووتووساس على موقع ألو سيني (الفرنسية)
- جوردون تووتووساس على موقع أول موفي (الإنجليزية)
- جوردون تووتووساس على موقع قاعدة بيانات الأفلام السويدية (السويدية)
- جوردون تووتووساس على موقع أول ميوزيك (الإنجليزية)
- جوردون تووتووساس على موقع ديسكوغز (الإنجليزية)
- جوردون تووتووساس على موقع قاعدة بيانات الفيلم (الإنجليزية)
- جوردون تووتووساس على موقع كينوبويسك (الروسية)